# Gudrun Osterburg
Gudrun Osterburg (* 17. September 1945 in Ponitz) ist eine hessische Politikerin (CDU) und ehemalige Abgeordnete des Hessischen Landtags.

## Ausbildung und Beruf
Osterburg absolvierte nach dem Schulabschluss im Jahr 1962 von 1962 bis 1964 eine kaufmännische Ausbildung und war von 1964 bis 1970 im Im- und Exporthandel tätig. Seit 1970 ist sie Hausfrau. Gudrun Osterburg ist evangelisch, verheiratet und hat ein Kind.

## Politik
Seit 1976 ist sie Mitglied der CDU und dort seit 1985 Vorsitzende des Stadtbezirksverbands Frankfurt-Berg/Berkersheim sowie von 1996 bis 2004 stellvertretende Kreisvorsitzende der CDU Frankfurt. Weiterhin ist sie in der Mittelstandsvereinigung der CDU engagiert und seit 2002 Mitglied im Landesvorstand der Mittelstandsvereinigung.
Frau Osterburg war von 1985 bis 1989 Mitglied im Ortsbeirat, von 1989 bis 1999 Stadtverordnete in Frankfurt am Main und von 1993 bis 2001 Mitglied der Regionalen Planungsversammlung.
Seit dem 5. April 1999 war sie direkt gewähltes Mitglied des Hessischen Landtags für den Wahlkreis Frankfurt am Main VI und dort Vorsitzende des Unterausschusses für Heimatvertriebene, Aussiedler, Flüchtlinge und Wiedergutmachung seit dem 5. April 2003 sowie Mitglied im Europaausschuss, Kulturpolitischer Ausschuss, Unterausschuss Justizvollzug sowie dem Kuratorium der Hessischen Landeszentrale für politische Bildung. Bei der Landtagswahl in Hessen 2008 verlor sie den Wahlkreis an die SPD-Kandidatin Andrea Ypsilanti und zog stattdessen über die Landesliste ihrer Partei in das Parlament einziehen. Bei der Neuwahl 2009 konnte sie den Wahlkreis zurückgewinnen. Zum 31. Januar 2012 legte sie ihr Landtagsmandat nieder.

## Sonstige Ämter
Osterburg ist seit März 2004 Mitglied der Vertreterversammlung der Frankfurter Volksbank eG.

## Auszeichnungen
- 2007: Bundesverdienstkreuz am Bande